# Potestad
Potestad è un'opera teatrale scritta da Eduardo Pavlovsky nel 1985. Potestad si propone si spiegare come durante il periodo della dittatura in Argentina molti bambini furono assassinati. L'opera fu portata in scena nella Sala del Teatro del Viejo di Buenos Aires, nel 1985. Successivamente passò alla Sala El Ciudadano, dove Mandy Suarez fu rimpiazzata da Tito Drago per tutto l'anno corrente. Un anno dopo quest'ultimo venne rimpiazzato da Susana Evans e la rappresentazione si sposterà alla Sala de La Gran Aldea. Inizialmente durava 35 minuti, ma ad oggi l'opera dura circa 65 minuti mantenendo però l'originale rappresentazione di Norman Briski, suo direttore, il quale abbandonò l'impresa nel giugno dell'85.
Il testo attuale fu riscritto e lo stile, dal naturalismo al realismo, venne modificato, tanto che il direttore decise di abbandonare anche se ad oggi si mantiene il suo nome e quello del percussionista Veros. Eduardo Pavlovsky portò altre idee. durate tutto il processo di messa in scena e in alcune decise anche di rimpiazzare Susana Evans a Buenos Aires.

## Rappresentazioni all'estero
Nel marzo del 1987 l'opera fu rappresentata nel Teatro Circular nella città di Montevideo, Uruguay, sotto la direzione di Walter Silva. Fu poi rappresentata anche a Los Angeles nel teatro Stages in inglese e in castigliano sotto la direzione di Paul Verdier.
Con Eduardo Pavlovsky e Susana Evans, e con la musica di Eduardo Veros, l'opera fu realizzata in diverse città: Rio de Janeiro (1985) e anche Madrid (1986).

## La Dittatura nella storia

Territorio controllato dalla Repubblica Argentina in verde scuro; territorio rivendicato ma non controllato in verde chiaro

Processo di riorganizzazione nazionale, cosi fu definita la dittatura che governò l'Argentina successivamente al colpo di Stato militare del 24 marzo del 1976, il quale obbligò Isabel Martinez de Peròn a lasciare il potere, e che durò fino al 1983. Furono sette anni di orrore a causa della sistematica violazione dei diritti umani e politici. La Junta causò la sparizione di oltre 30mila persone, i così detti desaparecidos.
Il 1 luglio 1974 muore il colonnello Juan Domingo Peron, leader indiscusso del periodo post bellico. al suo posto successe la terza moglie, nonché Isabel Martinez. La persona che più influenzò le scelte di quest'ultima fu José Lopez Rega, capo della Triple A (Alleanza Anticomunista Argentina), il quale scopo reale er quello di portare ad una instabilità politica ed economica il paese. Di fronte a questo stadio di instabilità il Golpe de estado non poteva che rivelarsi, anche a causa della proozione a Ministro degli Interni, da parte di Isabel, nel 1975 il generale Jorge Rafael Videla. Il 24 marzo 1976 la Peron fu destituita e al potere andò la Junta capitanata da tre esponenti ovvero Videla, il quale divenne il Primo Presidente a Vita dell'Argentina e capo di quest'ultimo fino al 1981 quando poi fu sostituito da un colpo di Stato della stessa Junta per motivi di potere, Emilio Eduardo Massera e infine Orlando Ramon Agosti. Da quel momento fino al 1983 si alternarono ben quattro governi che cercarono di realizzare il "processo di riorganizzazione nazionale", che si macchiò di efferati omicidi e delitti. Nel 1981 iniziava anche una guerra contro tutti quelli che non erano affini alla politica adottata dal Capo di Stato, subendo sequestri, torture, violenze e i meno fortunati arrivarono alla morte. Questa operazione rientrava, insieme all'alleanza strategica tra i servizi segreti argentini con DINA e CIA, nella cosiddetta "Operazione Condor". Questa situazione si sarebbe potuta espandersi piano paino in tutto il resto del territoirio Sudamericano, come accadde con l'effetto domino in Asia.

## La Dittatura nell'opera
Potestad, come Il Signore Galindez e Il Signore Laforgue, incarna i problemi della repressione e la tortura dal punto di vista del repressore. L'autore vuole esaminare il tema complesso della repressione, convincendosi che l'imperialismo ricorre a metodi sempre più sofisticati per dominare il Terzo Mondo. Il repressore, a sua volta, diventa sempre di più un uomo ambiguo, scientifico e sofisticato, tanto da far sembrare che è dalla nostra parte.
Il "vargasllolismo", termine preso dall'autore Mario Vargas Llosa, è, in qualche modo, un buon esempio politico della nuova versione "sofisticata" dell'imperialismo. Al momento della dittatura nel paese governava la destra e questa destra politica era identificata come intelligenza suprema, per il fatto che fossero imprenditori e capitani. Oggi però i giovani vedono la possibilità di rimpiazzare la dittatura con questa intelligenza. Il nostro paese, come lo definisce l'autore nel prologo, ha sofferto di una malattia grave durante la dittatura, la quale portava uomini e donne a rapire i bambini. non solo venivano assassinati bensì il comportamento veniva giustificato da una nuova etica e da espressioni come "papas buenos" e "i salvatori dei bambini dell'inferno rosso". Il fenomeno divenne talmente famoso che alcuni casi furono anche resi noti alla Organizzazione dei Diritti Umani, la quale ricercò i colpevoli fino a quando l'espressione la "nuova etica" fu rimpiazzata da una nuova "etica opuesta". Potestad infatti si pone l'obiettivo di raccontare questa "etica opuesta" con conta molti complici.

## Teatro di Pavlovsky
La pratica teatrale di Eduardo Pavlovsky si manifesta fin da giovane. Nel 1960 fondò il suo primo gruppo teatrale, insieme a Julio Lahier.
Con la messa in scena di la Muerte de Margueritte Duràs, il dramaturgo riceve nel 2001 a Buenos Aires il premio Trinidad Guevara asl migliore autore drammatico in un contesto sociopolitico, proponendo una chiara allusione alle non-speranze dei giorni che Argentina ha vissuto durante il periodo della dittatura. Pavlovsky richiama l'attenzione su tre temi quasi sempre ricorrenti nelle sue opere: l'influenza della globalizzazione negli intellettuali della sinistra, l'esistenza di movimenti micropolitici e la critica al marxismo, anche se nei suoi drammi sarà sempre evidente il ricorso psicologico che l'autore effettua sui personaggi.

## Filmografia
- Potestad (2002): direttore Luis César D'Angiolillo